# Philippe Val
Philippe Val (født 14. september 1952 i Paris) er fransk journalist, som var chefredaktør på den parisiske ugeavis Charlie Hebdo fra 1992 til 2009. Han har tidligere været komiker og er desuden forfatter og musiker.
Han blev kendt i Danmark under Muhammed-krisen efter beslutningen om at genoptrykke Jyllands-Postens Muhammed-tegninger fra September 2005. Dette medførte et sagsanlæg mod Charlie Hebdo og Philippe Val, som dog efterfølgende blev frifundet. I samme forbindelse var han medunderskriver på et manifest mod "islamisk totalitarisme" sammen med bl.a. Ayaan Hirsi Ali, Salman Rushdie og Ibn Warraq.
Politisk støtter Val Israel[kilde mangler] og har flere gange givet udtryk for dette, blandt andet i 2008, da han afskedigede tegneren Maurice Sinet, fordi han mente, han kom med antisemitiske udsagn.